# Aeroportul Santiago–Rosalía de Castro
Aeroportul Santiago-Rosalía de Castro (IATA: SCQ, ICAO: LEST) este un aeroport din Santiago de Compostela, Provincia La Coruña, Galicia, Spania ce deservește zona Galicia. Aeroportul a fost tranzitat în 2022 de 3.236.619 pasageri. A fost deschis în 1937.
Situat la o altitudine de 270 m, aeroportul dispune de 1 pistă. Este operat de ENAIRE⁠(d).

## Infrastructură

### Piste
Aeroportul dispune de o singură pistă. Pista 17/35 are suprafața de asfalt și dimensiunile 3.140 m × 45 m. 